# Polyommatus septentrionalis
Polyommatus septentrionalis är en fjärilsart som beskrevs av Fuchs 1900. Polyommatus septentrionalis ingår i släktet Polyommatus och familjen juvelvingar. Inga underarter finns listade i Catalogue of Life.